# Bầu cử quốc hội Andorra 2023
Cuộc bầu cử quốc hội ở Andorra vào ngày 2 tháng 4 năm 2023, liên minh tự do-bảo thủ đương nhiệm giữa đảng Dân chủ cho Andorra (DA) và Công dân cam kết (CC) giành được đa số tuyệt đối do Thủ tướng Xavier Espot lãnh đạo. Đây là cơ quan lập pháp thứ tư liên tiếp mà DA điều hành đất nước. Một đảng mới, Concord, nổi lên ở vị trí thứ hai, Đảng Dân chủ Xã hội nắm quyền lãnh đạo phe đối lập từ năm 2019, tụt xuống vị trí thứ ba do mất bốn ghế.

## Kết quả
| 5 3 2 1 14 3                |                             |                             |                             |           |        |     |                |                |                |             |     |
| Đảng hoặc liên minh         | Đảng hoặc liên minh         | Đảng hoặc liên minh         | Đảng hoặc liên minh         | PR        | PR     | PR  | Khu vực bầu cử | Khu vực bầu cử | Khu vực bầu cử | Tổng số ghế | +/– |
| Đảng hoặc liên minh         | Đảng hoặc liên minh         | Đảng hoặc liên minh         | Đảng hoặc liên minh         | Phiếu bầu | %      | Ghế | Phiếu bầu      | %              | Ghế            | Tổng số ghế | +/– |
|                             | Liên minh chính phủ         |                             | Đảng Dân chủ cho Andorra    | 6.262     | 32.66  | 4   | 7.835          | 43.63          | 10             | 14          | +3  |
|                             | Liên minh chính phủ         | Công dân Tận tụy            | 1                           | 6.262     | 32.66  | 1   | 7.835          | 43.63          | 2              | –           |     |
|                             | Liên minh chính phủ         | Tự do Andorra               | 893                         | 4.66      | 0      | 0   | 7.835          | 43.63          | 0              | –4          |     |
|                             | Liên minh chính phủ         | Hành động vì Andorra        | 805                         | 4.20      | 0      | 1   | 7.835          | 43.63          | 1              | Mới         |     |
|                             | Concord                     | Concord                     | Concord                     | 4.109     | 21.43  | 3   | 3.516          | 19.58          | 2              | 5           | Mới |
|                             | Liên minh trung tả          |                             | Đảng Dân chủ Xã hội         | 4.036     | 21.05  | 3   | 5.238          | 29.17          | 0              | 3           | –4  |
|                             | Liên minh trung tả          | Dân chủ xã hội và Tiến bộ   | 0                           | 4.036     | 21.05  | 0   | 5.238          | 29.17          | 0              | –           |     |
|                             | Andorra Tiến bước           | Andorra Tiến bước           | Andorra Tiến bước           | 3.067     | 16.00  | 3   | 1.370          | 7.63           | 0              | 3           | Mới |
| Tổng cộng                   | Tổng cộng                   | Tổng cộng                   | Tổng cộng                   | 19.172    | 100.00 | 14  | 17.959         | 100.00         | 14             | 28          | 0   |
|                             |                             |                             |                             |           |        |     |                |                |                |             |     |
| Phiếu bầu hợp lệ            | Phiếu bầu hợp lệ            | Phiếu bầu hợp lệ            | Phiếu bầu hợp lệ            | 19.172    | 98.25  |     | 17.959         | 96.99          |                |             |     |
| Phiếu bầu không hợp lệ      | Phiếu bầu không hợp lệ      | Phiếu bầu không hợp lệ      | Phiếu bầu không hợp lệ      | 341       | 1.75   |     | 557            | 3.01           |                |             |     |
| Tổng cộng phiếu bầu         | Tổng cộng phiếu bầu         | Tổng cộng phiếu bầu         | Tổng cộng phiếu bầu         | 19.513    | 100.00 |     | 18.516         | 100.00         |                |             |     |
| Cử tri phiếu bầu đã đăng ký | Cử tri phiếu bầu đã đăng ký | Cử tri phiếu bầu đã đăng ký | Cử tri phiếu bầu đã đăng ký | 29.958    | 65.13  |     | 29.958         | 61.81          |                |             |     |
| Nguồn: Eleccions.ad, Lists  |                             |                             |                             |           |        |     |                |                |                |             |     |